# Antiblemma stelligera
Antiblemma stelligera är en fjärilsart som beskrevs av William Schaus 1901. Antiblemma stelligera ingår i släktet Antiblemma och familjen nattflyn. Inga underarter finns listade i Catalogue of Life.